# Licensed to Kill
Licensed to Kill, Inc. est une campagne de communication créée le 19 mars 2003 par le groupe anti-tabac Essential Action (fondé par Ralph Nader) et qui prit la forme de la création d'une société légale de tabac revendiquant son droit de tuer pour le profit,.
Dans les papiers de constitution de la société, son objectif est formulé ainsi : « produire et commercialiser des produits à base de tabac qui permettent de tuer 400.000 Américains chaque année, et 4,5 millions de personnes dans le monde ». Le directeur de la société, Gary Vastone (faux nom), a sarcastiquement remercié les autorités fiscales d'autoriser la création d'entreprises dont le but est de tuer. L'initiative permet de rappeler aux États américains qu'ils ont le droit de révoquer une entreprise si ses activités sont jugées illégales ou immorales.
La société n'a aucune activité commerciale. Son slogan est : « We're rich, you're dead ». Les représentants de la société affirme n'avoir eu aucune difficulté à obtenir une existence légale.
Une de ses dernières actions satiriques a été de proposer la place de PDG à celui qui occupait alors cette fonction à Altria (ex-Philip Morris), Louis C. Camilleri (en).
Licensed to Kill, Inc. est incorporée le 19 mars 2003 aux États-Unis, dans l'État de Virginie,.